# Orange Fish Tunnel

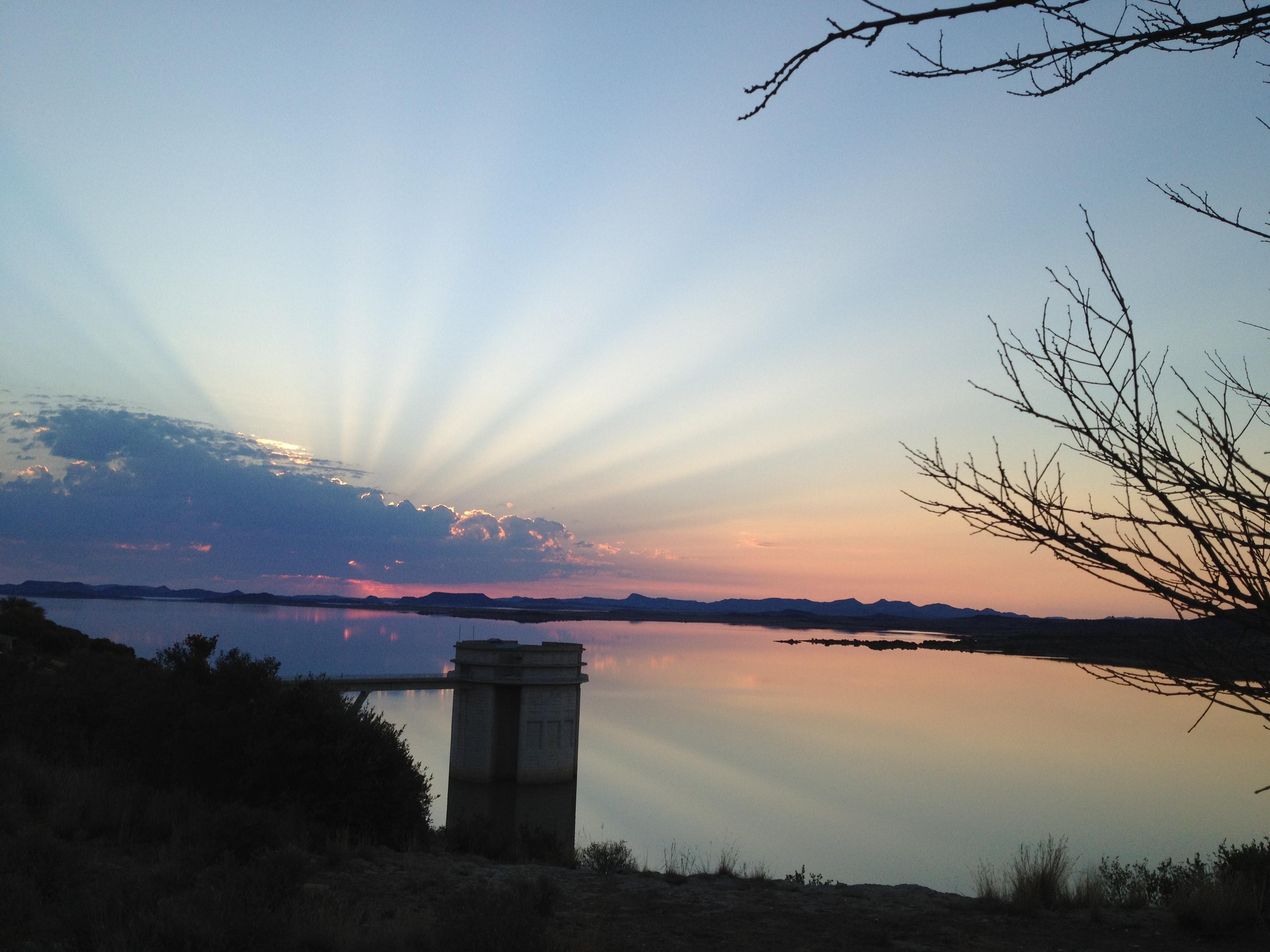
L'Orange Fish Tunnel

L'Orange Fish Tunnel si trova in Sudafrica, ha una lunghezza di 82,8 km ed è una galleria per scopi di irrigazione scavata sotto il deserto del Karoo negli anni 1968-1975. L'opera devia le acque del fiume Orange, all'altezza della Diga di Gariep al di sotto dell'altopiano montuoso del Suurberg fino al Fish river e alla zona semi arida della Provincia del Capo Orientale, con una portata massima di 54 m3/s.
Il tunnel ha un diametro di 5,3 metri e la sua profondità varia fra 80 e 380 metri.
Quanto venne ultimato era il più lungo acquedotto continuo e intubato dell'emisfero australe e il secondo tunnel per lunghezza, costruito per scopi di rifornimento idrico, nel mondo.